# Muayad Khalid
Muayad Khalid (ur. 1 września 1985 r. w Bagdadzie) – iracki piłkarz, reprezentant kraju grający na pozycji napastnika.

## Kariera piłkarska
Karierę z futbolem rozpoczął w 2003 w klubie Al-Talaba. Od 2005 do 2010 był zawodnikiem Al-Quwa Al-Jawiya. W 2010 przeszedł do Al-Talaba. Od 2011 jest zawodnikiem Al-Zawraa.

## Kariera reprezentacyjna
Karierę reprezentacyjną rozpoczął w 2005. W 2009 został powołany przez trenera Velibora Milutinovicia na Puchar Konfederacji 2009, gdzie Irak odpadł w fazie grupowej. W sumie w reprezentacji wystąpił w 15 spotkaniach i strzelił 1 bramkę.